# Немех Батаа
Немех Батаа (3 лютого 1968) — монгольський дипломат. Надзвичайний і Повноважний Посол Монголії в Україні за сумісництвом.

## Життєпис
Народився 3 лютого 1968 року в Улан-Баторі. У 1993 році закінчив Московський державний інститут міжнародних відносин. У
1997—1998 рр. пройшов курс Програми підвищення кваліфікації для офіцерів з іноземних служб, Осака, Японія; У 2007—2008 рр. Програму підвищення кваліфікації працівників зовнішньополітичного відомства в Італії та Ізраїлі. Володіє англійською, японською і російською мовами.
У 1993—1996 рр. — Науковий співробітник Інституту стратегічних досліджень, Міністерства оборони Монголії;
У 1996—1997 рр. — Секретар Міністра закордонних справ, Міністерство закордонних справ Монголії;
У 1998—2000 рр. — Аташе, Департамент економіки та співробітництва, МЗС Монголії;
У 2000—2002 рр. — Аташе, договірний і консульський відділ МЗС Монголії;
У 2002—2005 рр. — Аташе, третій секретар Посольства Монголії в Нью-Делі, Індія;
У 2006—2008 рр. — Третій, другий секретар консульського відділу МЗС Монголії;
У 2008—2010 рр. — Заступник директора консульського відділу МЗС Монголії;
У 2010—2013 рр. — Заступник керівника місії, радник Посольства Монголії в Лондоні, Велика Британія;
У 2013—2014 рр. — Заступник директора консульського відділу МЗС Монголії;
У січні — серпні 2015 року — Директор консульського відділу МЗС Монголії;
З вересня 2015 року — Надзвичайний і Повноважний Посол Монголії в Республіці Польща.
15 січня 2016 року — вручив вірчі грамоти Президенту Литовської Республіки Далі Грибаускайте.
6 вересня 2016 року — вручив вірчі грамоти Президенту України Петру Порошенку.
8 листопада 2019 року — підписав разом з послом України в Польщі Андрієм Дещицею, угоду про взаємне скасування віз між Монголією та Україною.